# چکوت آکوم
چکوت آکوم یا چکوت هاآکوم ممنوعیتی در دین یهودیت است که در مورد تقلید از غیریهودیان (جنتیلها) در زمینه اعمال و طرز لباس پوشیدن آنان است. این ممنوعیت از آیه «تو نباید از آیین جنتیلها پیروی کنی» در سفر لاویان ۲۰:۲۳ در تورات اخذ شده است. زندگی امروزه یهودیان در بین جنتیلها مسائل زیادی در این زمینه ایجاد کرده است. بین روحانیون یهودی در این زمینه اختلافهایی وجود دارد. به طور مثال آیا رفتن یک یهودی به مراسم روز مادر یا شکرگذاری که توسط جنتیلها ایجاد شده است مجاز است یا خیر.
تورات به طرز مشخصی یهودیان را از تقلید از جنتیلها منع می‌کند؛ ولیکن در تورات مشخص نیست که این ممنوعیت در مورد چه اعمالی از جنتیلها است.
تلمود در بخش آوودا زارا ۱۱الف در این مورد صحبت می‌کند. این بخش در مورد سنت جنتیلها در سوزاندن تخت پادشاه بعد از مرگ وی است. نظر تلمود در این مورد این است که چون این سنت به دین جنتیلها مرتبط نیست احتمالاً از نظر شرعی بدون اشکال است. در بخش سنهدرین ۵۲ ب در مورد سنت دیگر جنتیلها در اعدام محکومین به وسیله شمشیر صحبت شده است. نظر ربیها این است که چون استفاده از شمشیر در اعدام در تورات نیز وجود دارد تقلید از این کار بلامانع است.
رمبم (ابن میمون) در این مورد نوشته است: «یک یهودی باید از جنتیلها در لباس و رفتار متفاوت باشد، همانگونه که باید در دانش و آگاهی نیز متفاوت باشد.»
مهاریک دانشمند یهودی اعتقاد دارد که تنها سنتهایی از جنتیلها ممنوع است که یا مرتبط با دین بت پرستانه آنان باشد یا یک یهودی را وادار به اعمالی خلاف دستورها تورات بکند. از این رو او نظر تلمود را در بلامانع بودن سوزاندن تخت پادشاه تأیید می‌کند.

## در زندگی امروزی
بیشتر روحانیون یهودی اعتقاد دارند که ممنوعیت ذکر شده مربوط به تمامی غیریهودیان است؛ ولیکن به دلیل اینکه تقریباً تمامی روحانیون یهودی دین اسلام را بت پرستانه نمی‌دانند این ممنوعیت در مورد مسلمانان کمتر است؛ ولیکن در مورد بت پرستانه بودن مسیحیت بین یهودیان اختلاف وجود دارد با این وجود تمامی روحانیون یهودیان پیروی از مسیحیان را ممنوع می‌دانند.